# Мерказин, Владимир Дмитриевич
Влади́мир Дми́триевич Мерка́зин (27 июня 1834, Ярославская губерния — 25 июня 1903, Озерки, Санкт-Петербургская губерния) — военный губернатор Сахалина.

## Биография
Родился 27 июня 1834 года. Окончив курс в первом кадетском корпусе (1854), 17 июня 1855 года произведён в подпоручики. В 1873 году назначен командиром 2-й пешей казачьей бригады. В 1875 году назначен командующим Стретенской местной командой. В 1879 году назначен командующим 2-м Восточно-Сибирским линейным батальоном.
В 1883 году назначен военным губернатором Сахалина. В период его управления на Сахалине не состоялось ни одной смертной казни. Способствовал созданию новых селений для обустройства бывших каторжников, вышедших на поселение (например, Троицкого); открытию новых школ, созданию Сахалинского краеведческого музея (1896). При нём в Александровске появилось книгопечатание, были изданы первые сахалинские календари.
В 1888 году произведён в генерал-майоры.
В 1897 году получил длительный отпуск и покинул Сахалин. В 1898 году после выхода в отставку с производством в генерал-лейтенанты (8.5.1898) жил в Петербурге, умер в дачном пригороде Озерки. Похоронен в Петербурге на Волковском православном кладбище.